# Ricky Kling
Ricky Kling (ur. 2 czerwca 1987 w Malilli) – szwedzki żużlowiec.
Dwukrotny medalista młodzieżowych indywidualnych mistrzostw Szwecji: złoty (2008) oraz brązowy (2007). Dwukrotny medalista drużynowych mistrzostw świata: srebrny (Rybnik 2006) oraz brązowy (Holsted 2008).
Dwukrotny finalista indywidualnych mistrzostw Europy juniorów (Mšeno 2005 – V miejsce, Goričan 2006 – VI miejsce). Dwukrotny finalista indywidualnych mistrzostw świata juniorów (Terenzano 2006 – IX miejsce, Ostrów Wielkopolski 2007 – XIV miejsce). Finalista indywidualnych mistrzostw Europy (Równe 2011 – XII miejsce). 
Uczestnik turnieju o Grand Prix Szwecji (2009 – jako rezerwowy).
Poza startami w lidze szwedzkiej, startował również w lidze polskiej, w barwach klubów Ostrovia Ostrów Wielkopolski (2006), Falubaz Zielona Góra (2007–2008), ROW Rybnik (2009) oraz Kolejarz Opole (2010–2011), jak również w lidze brytyjskiej, w klubach z Oksfordu (2007), Lakeside (2007–2008), Eastbourne (2009–2010), Belle Vue (2011), Poole (2012) oraz Plymouth (2013).